# Куртањон
Куртањон (фр. Courtagnon) насеље је и општина у североисточној Француској у региону Шампањ-Арден, у департману Марна која припада префектури Ремс.
По подацима из 2011. године у општини је живело 54 становника, а густина насељености је износила 13,67 становника/km². Општина се простире на површини од 3,95 km². Налази се на средњој надморској висини од 180 метара.

## Демографија
| 1962. | 1968. | 1975. | 1982. | 1990. | 1999. | 2011. |
| ----- | ----- | ----- | ----- | ----- | ----- | ----- |
| 23    | 24    | 17    | 22    | 36    | 45    | 54    |

График промене броја становника у току последњих година